# Milton Obote
Apollo Milton Obote  (28 tháng 12 năm 1925 - 10 tháng 10 năm 2005) là một nhà lãnh đạo chính trị Uganda, người đã chỉ huy Uganda giành độc lập vào năm 1962 từ chính quyền thuộc địa của Anh. Sau khi giành được độc lập cho quốc gia, ông giữ chức Thủ tướng của Uganda từ năm 1962 đến 1966 và Tổng thống của Uganda từ năm 1966 đến 1971, sau đó một lần nữa từ 1980 đến 1985. Ông bị Idi Amin lật đổ năm 1971, nhưng đã giành lại quyền lực sau khi lật Amin năm 1979. Thời kỳ cai trị thứ hai của ông đã bị hủy hoại bởi sự đàn áp và cái chết của nhiều thường dân do hậu quả của một cuộc nội chiến được gọi là chiến tranh BushUganda.

## Lý lịch
Milton Obote sinh ra tại làng Akokoro ở huyện Apac ở phía bắc Uganda. Ông là con trai của một tù trưởng bộ lạc của dân tộc Lango. Ông bắt đầu đi học vào năm 1940 tại Trường Truyền giáo Tin lành ở Lira, và sau đó theo học Gulu Trường Trung học cơ sở, Busoga College và cuối cùng là đại học tại Đại học Makerere. Có ý định học luật, một môn học không được dạy ở trở miền nam Uganda trước khi chuyển đến Kenya, nơi anh làm công nhân xây dựng tại một công ty kỹ thuật.ường đại học, Obote đã tham gia một khóa học nghệ thuật nói chung, bao gồm tiếng Anh và địa lý.. Tại Makerere, Obote mài giũa kỹ năng diễn thuyết tự nhiên của mình; anh ta có thể đã bị đuổi học vì tham gia một cuộc đình công của sinh viên, hoặc thay vào đó sau khi một nơi để học luật ở nước ngoài không được tài trợ bởi chính phủ bảo hộ. Ông làm ở Buganda iở miền nam Uganda trước khi chuyển đến Kenya, nơi anh làm công nhân xây dựng tại một công ty kỹ thuật.